# Піцан Іван Ігорович
Іван Ігорович Піцан (нар. 19 січня 1990, Калуш, Івано-Франківська область) — український футболіст. Воротар ФК «Пробій».

## Клубна кар'єра
Перший тренер — Ігор Миколайович Васильків. Навчався футболу у СДЮШОР Калуш (2002-05) і УФК Львів (2005-07).
На професіональному рівні дебютував 3 серпня 2007 у виїзній грі «Карпат-2» (Львів) проти «Ниви» Вінниця у другій лізі.
У 2007–2008 роках зіграв кілька матчів за юнацькі збірні України U-18 та U-19.
Виступав за «Карпати» Львів (молодіжна команда) (2007-2010) і друголігове «Прикарпаття» Івано-Франківськ (2011).
2011 року грав за аматорський ФК «Самбір».
Весняну частину сезону 2011/12 провів у першоліговому ФК «Львів».
В лютому 2015 року підписав контракт із «Сталлю» з Дніпродзержинська.